# Questão careliana

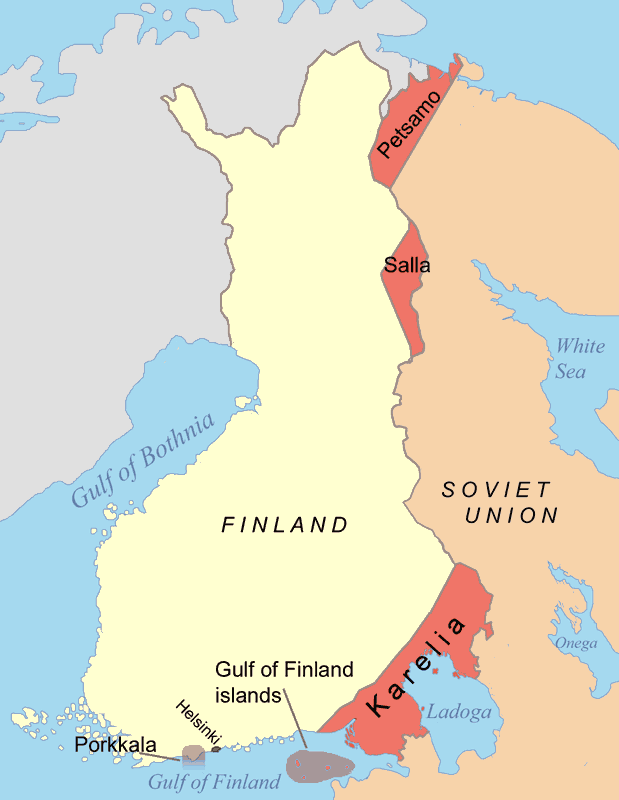
Mapa do século 20 mostrando áreas cedidas pela Finlândia à União Soviética; Porkkala foi devolvido à Finlândia em 1956

A questão da Carélia  é uma disputa na política finlandesa sobre a tentativa de recuperar o controle sobre a Carélia finlandesa oriental e outros territórios cedidos à União Soviética na Guerra de Inverno e na Guerra de Continuação. Apesar do nome "questão da Carélia", o termo pode se referir também ao retorno de Petsamo, partes cedidas de Salla e Kuusamo e quatro ilhas no Golfo da Finlândia. Às vezes, a frase "debate sobre a devolução dos territórios cedidos" (luovutettujen alueiden palautuskeskustelu) é usada. A questão da Carélia continua a ser uma questão de debate público, em vez de uma questão política.

## História
A questão da Carélia surgiu quando a Finlândia foi forçada a ceder territórios à União Soviética após a Guerra de Inverno no tratado de paz de Moscou em 1940. A maioria dos cidadãos finlandeses foi evacuada das áreas cedidas. A maioria deles retornou durante a Guerra de Continuação e eventualmente foram evacuados novamente em 1944. A União Soviética insistiu que as áreas cedidas fossem totalmente evacuadas em 10 dias. Os evacuados foram parcialmente compensados por suas perdas; os agricultores, por exemplo, receberam terras na proporção de suas propriedades anteriores. Normalmente, a compensação era de cerca de um terço da fazenda original. A compensação por bens móveis era muito menor. No entanto, todas as famílias evacuadas tinham o direito de receber uma pequena fazenda e / ou um lote para uma casa independente ou um apartamento. O terreno usado para essas concessões foi confiscado pelo estado aos municípios e proprietários privados. A compensação financeira foi financiada por um imposto geral sobre a propriedade de 10 a 30%, cobrado ao longo de vários anos. Como a grande maioria dos evacuados que tiveram de se estabelecer no resto da Finlândia eram da Carélia cedida, a questão foi rotulada de A Questão da Carélia. Após a Guerra de Inverno, os municípios e paróquias da Carélia estabeleceram a Karjalan Liitto (a Associação da Carélia) para defender os direitos dos carelianos na Finlândia.

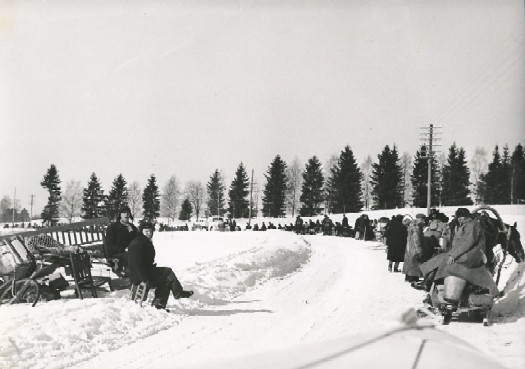
Evacuados de Muolaa movendo-se em direção à Finlândia Ocidental durante o inverno de 1940

Durante a Guerra Fria, o político finlandês nascido na Carélia, Johannes Virolainen, fez lobby pelo retorno da Carélia. O presidente Urho Kekkonen também tentou readquirir o território, especialmente quando a União Soviética devolveu a península de Porkkala à Finlândia em 1956. Não houve, no entanto, nenhuma controvérsia pública significativa sobre o caso, porque Kekkonen queria mantê-lo em segredo. A última vez que Kekkonen tentou levantá-lo foi em 1972, mas não teve sucesso e a discussão pública morreu na década de 1970.
Após a dissolução da União Soviética, a questão da Carélia voltou à tona. De acordo com um artigo do jornal finlandês Helsingin Sanomat em agosto de 2007, o presidente russo Boris Yeltsin ofereceu não oficialmente para vender a Karelia cedida à Finlândia em 1991, mas foi recusado. No entanto, de acordo com muitos líderes políticos finlandeses e o vice-primeiro-ministro russo da época, não houve tais ofertas, apenas sondagens não oficiais da ideia.  Andrei Fyodorov, conselheiro de Boris Yeltsin, disse ao Helsingin Sanomat que fazia parte de um grupo encarregado pelo governo da Rússia em 1991-1992 de calcular o preço do retorno da Carélia à Finlândia. Este preço foi fixado em 15 bilhões de dólares americanos. De acordo com Fyodorov, o presidente finlandês Mauno Koivisto e o ministro das Relações Exteriores da Finlândia, Paavo Väyrynen, estavam cientes dessas discussões não oficiais.

## Século 21

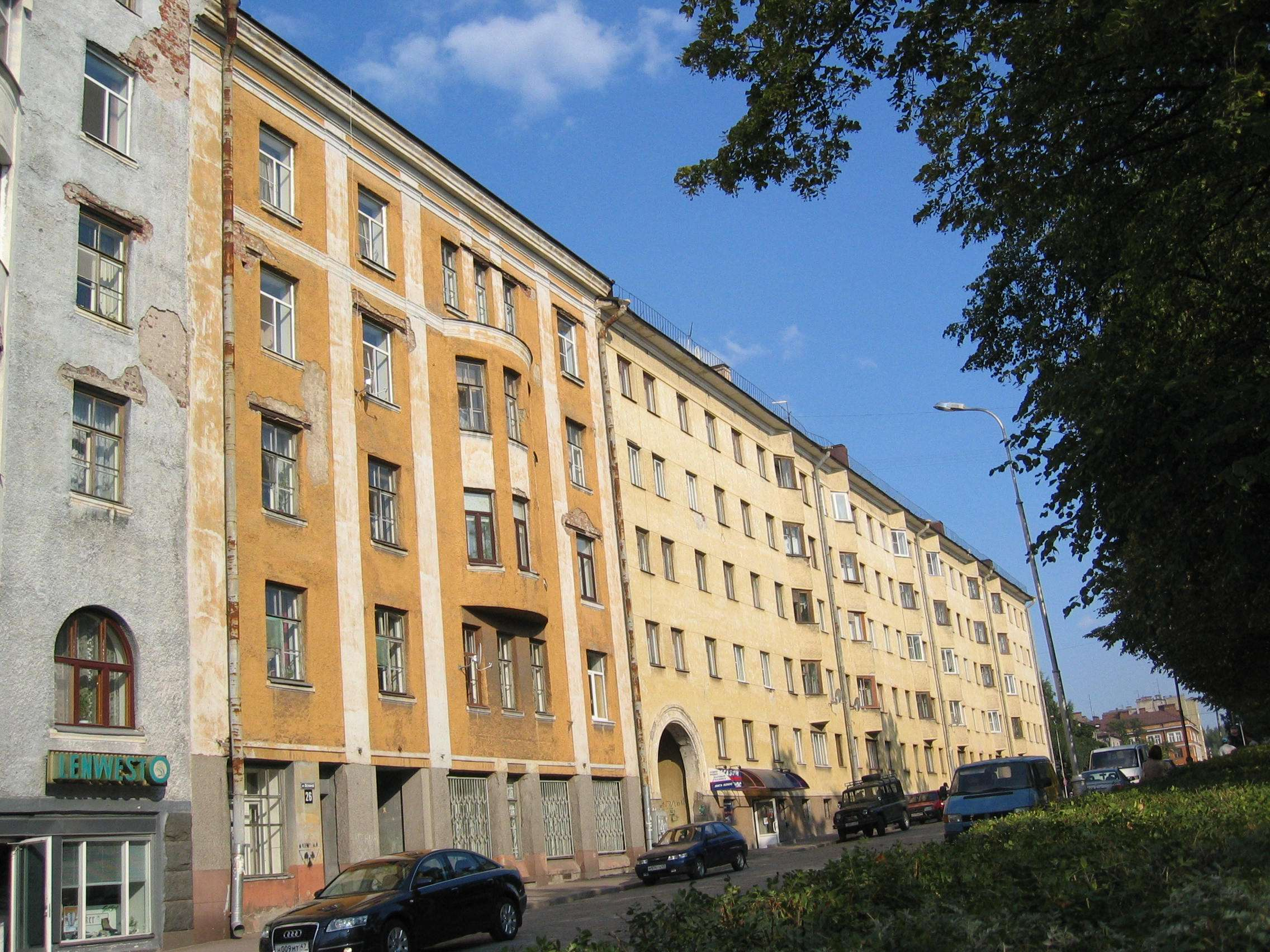
Muitos edifícios da era finlandesa permanecem em Vyborg.

Karjalan Liitto é um grupo de interesse de evacuados da Carélia que espera que a Carélia volte a fazer parte da Finlândia em algum momento, mas não o exige abertamente. Alguns grupos menores, como o ProKarelia, continuam a fazer campanha pelo retorno pacífico de Karelia. No entanto, nenhum partido político sério apoiou abertamente esse objetivo, e os políticos finlandeses geralmente dizem que não há necessidade disso, citando o tratado de paz da Finlândia com a Rússia. Existem alguns políticos que apoiam o regresso da Carélia, como o eurodeputado Ari Vatanen, e dois candidatos nas eleições presidenciais de 2006 : Timo Soini e Arto Lahti . Outros candidatos afirmaram que a Finlândia assinou um tratado de paz e não deveria fazer campanha pelo retorno do que agora são territórios desenvolvidos pela Rússia. Durante um debate antes da eleição presidencial de 2012, Timo Soini reiterou sua visão de que, se eleito, ele avançaria a questão.

### Opiniões oficiais
Tanto a Rússia quanto a Finlândia afirmaram repetidamente que não existe uma disputa territorial aberta entre os dois países. A posição oficial da Finlândia é que as fronteiras podem ser alteradas por meio de negociações pacíficas, embora atualmente não haja necessidade de negociações abertas, já que a Rússia não mostrou intenção de devolver as áreas cedidas, nem de discutir a questão. Em 1994, Boris Yeltsin comentou que a "tomada da Carélia finlandesa" foi um exemplo da política totalitária e agressiva de Stalin. Mais tarde, em 1997, ele afirmou que o assunto estava encerrado. Em 2000, o presidente Putin afirmou que tais discussões podem pôr em perigo as relações finlandês-russas e, em 2001, disse que "mudar as fronteiras não é a melhor maneira de resolver problemas", mas que as soluções possíveis seriam "integração e cooperação".
Em 1998, o presidente finlandês Martti Ahtisaari disse que "a posição oficial da Finlândia é que não há demandas territoriais para a Rússia. No entanto, se a Rússia quiser discutir a devolução das áreas cedidas, a Finlândia está pronta para isso." Vários outros políticos com cargos governamentais, como o ex-ministro das Relações Exteriores Erkki Tuomioja e o primeiro-ministro Matti Vanhanen, fizeram declarações no mesmo sentido.
Ao comentar os resultados da pesquisa em 18 de janeiro de 2005, o Ministro das Relações Exteriores da Rússia, Sergei Lavrov, afirmou que se a Rússia fosse solicitada a devolver as áreas cedidas, "a resposta seria absolutamente negativa".

### Pesquisas e opinião popular
O mais recente pesquisas mostram que aproximadamente 26% a 38% dos finlandeses gostariam de ver a Carélia retornar ao controle finlandês e cerca de 51% a 62% se oporiam a tal movimento. Na Rússia, as pessoas associam a palavra "Carélia" à República da Carélia em vez de Carélia finlandesa, o que torna a realização de pesquisas mais difícil. Em uma pesquisa de 1999 da MTV3, 34% da população de Vyborg apoiava o retorno da Carélia à Finlândia e 57% se opunha. Vyborg e o resto da Carélia cedida fora da República da Carélia hoje em dia contêm muito poucos finlandeses étnicos e são habitados quase exclusivamente por pessoas que se mudaram para lá durante a era soviética e seus descendentes.
Em uma pesquisa realizada pelo jornal Karjala e pelo instituto de pesquisa MC-Info Oy em 13 de outubro de 2005, 36% dos finlandeses apoiaram a devolução dos territórios cedidos, em comparação com 51% que se opõem. Em agosto de 2005, uma pesquisa feita por Helsingin Sanomat e Suomen Gallup, determinou que 30% dos finlandeses apoiavam e 62% se opunham ao retorno. Em uma pesquisa de Taloustutkimus e Karjalan Liitto realizada em maio de 2005, o apoio foi de 26%, enquanto 58% se opuseram. Um ano antes, uma pesquisa do STT mostrou 38% de apoio e 57% de oposição. Uma enquete da Taloustutkimus foi criticada pela ProKarelia por fazer perguntas importantes, como: "Você apóia o retorno da Carélia, mesmo que isso signifique relações mais tensas ou mesmo uma guerra com a Rússia?" 5% dos apoiadores e daqueles que se recusaram a responder apoiaram o retorno mesmo nessas circunstâncias (2,1% de todas as respostas).
Muitas das pessoas que nasceram na Carélia e foram evacuadas querem que a Carélia se torne parte da Finlândia. De acordo com pesquisas, pessoas mais velhas (com 65 anos ou mais) e jovens (15-25) apóiam a ideia mais fortemente do que a geração de seus pais (25-65), que cresceu durante a Guerra Fria. O ex-presidente Mauno Koivisto foi contra uma discussão sobre a questão. O apoio para recuperar as áreas cedidas também é forte entre os grupos de direita nacionalistas menores.

## Problemas e argumentos

### Preço

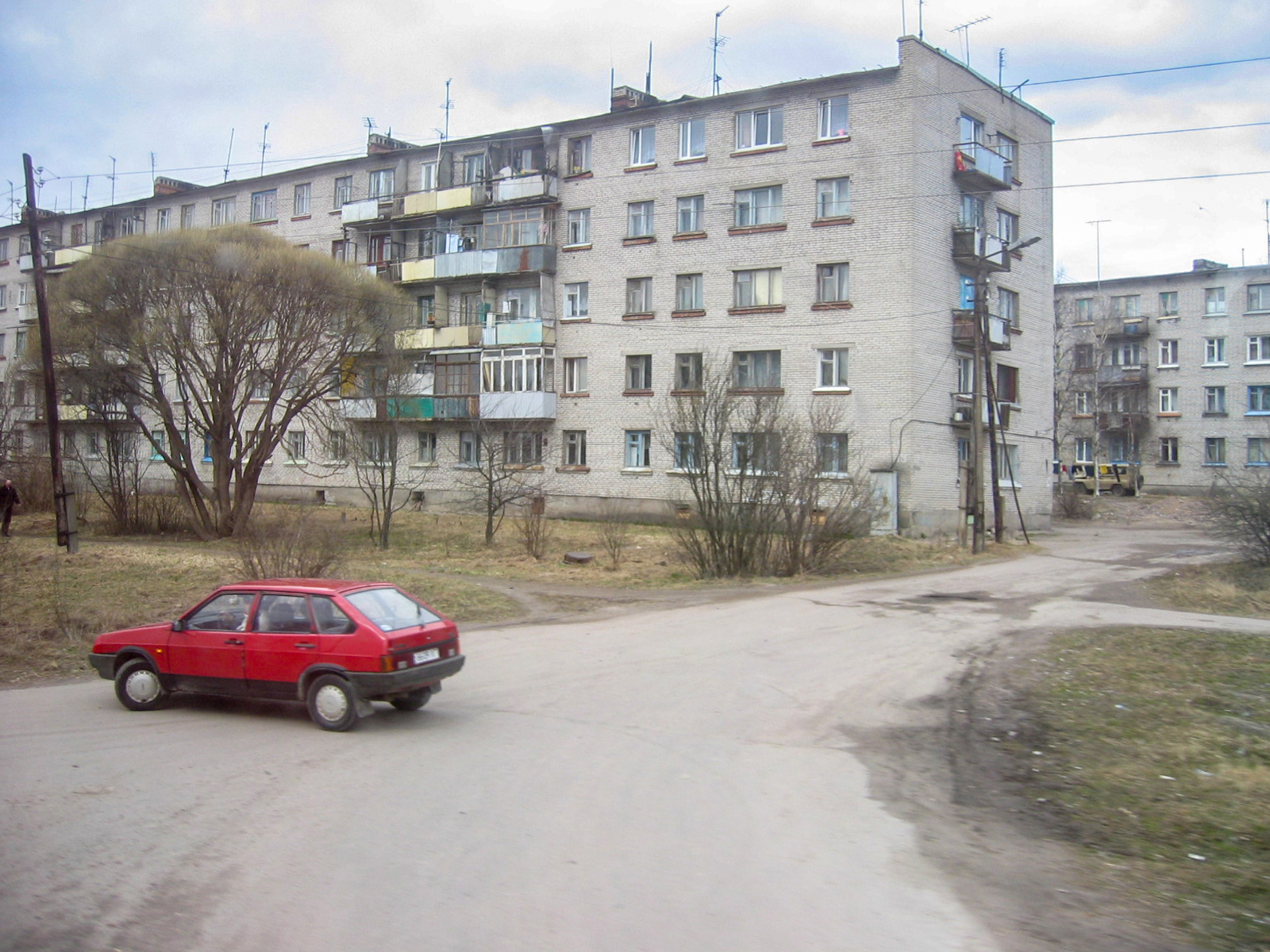
Blocos de apartamentos construídos na era soviética em Svetogorsk (Enso)

Um dos principais motivos para se opor à devolução é o medo dos custos que isso acarretaria. De acordo com outra pesquisa realizada pelo Helsingin Sanomat, 42% dos finlandeses se opõem à lista de retorno que é o motivo mais importante. O padrão de vida no lado russo da fronteira é muito mais baixo do que no lado finlandês. O PIB (PPC) per capita da Finlândia é cerca do dobro do da Rússia.
Os custos de colocar a Carélia no mesmo nível do resto da Finlândia foram pesquisados apenas por defensores da ideia. De acordo com uma pesquisa realizada pela ProKarelia, a área tem vantagens naturais que, sob o domínio finlandês, a tornariam um centro de comércio com a Rússia e a indústria e, assim, proporcionaria um crescimento econômico rápido o suficiente para resolver todo o problema. De acordo com a pesquisa da ProKarelian e a estimativa de Arto Lahti, o preço de retorno seria de cerca de 30 bilhões de euros .

### População

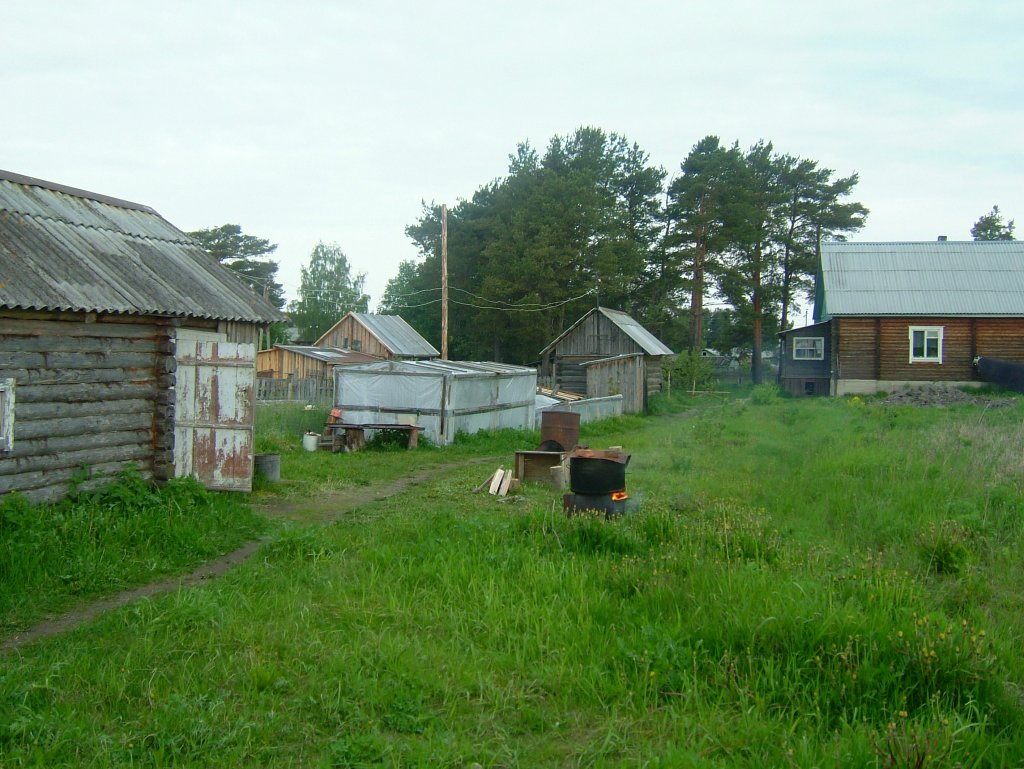
Casas de campo. Uma foto de Sortavala.

A área é habitada principalmente por pessoas que se mudaram para lá da Ucrânia, Bielo -Rússia e Rússia, e seus descendentes. O destino dessas pessoas é uma questão importante nas discussões sobre o retorno da Carélia à Finlândia. De acordo com a pesquisa do Helsingin Sanomat, 14% das pessoas que se opõem ao retorno consideram sua maior falha as tensões que seriam causadas pela formação de uma minoria de língua russa na Finlândia. Em 2004, havia cerca de 370.000 russos vivendo na região.
Se os habitantes pudessem ficar em suas casas, a Finlândia receberia algumas centenas de milhares de novos falantes de russo sem nenhuma experiência de vida na sociedade finlandesa. Se os serviços para eles fossem fornecidos em seu próprio idioma, a Finlândia precisaria de muito mais funcionários capazes de falar russo. Na visão da ProKarelia, estima-se que quase metade da população russa na Carélia escolheria se mudar para a Rússia, e ainda mais partiria se a Finlândia pagasse suas despesas para fazê-lo. No entanto, a maior parte da população de língua russa da Carélia nasceu lá e passou toda a sua vida na região.